# Hipòstrat (militar)
Hipòstrat  (en llatí Hippostratus, en grec antic Ἱππόστρατος) fou un militar macedoni que va servir sota Antígon el borni.
Aquest el va nomenar general en cap de l'exèrcit que va deixar a la Mèdia després de la seva victòria sobre Èumenes de Càrdia el 316 aC. Una mica després fou atacat per Meleagre i altres rebels que s'havien aliat a Pitó, però els va rebutjar i va reprimir la revolta. No se sap en quin moment el va substituir Nicanor, que el 313 aC apareix com a sàtrapa de Mèdia i segurament el va succeir.